# La Magdelaine-sur-Tarn
La Magdelaine-sur-Tarn (okzitanisch La Magdalena de Tarn) ist eine französische Gemeinde im Département Haute-Garonne in der Region Okzitanien. Sie gehört zum Arrondissement Toulouse und zum Kanton Villemur-sur-Tarn. Die 1.226 Einwohner (Stand: 1. Januar 2022) werden Magdelainois genannt.

## Geographie
La Magdelaine-sur-Tarn liegt etwa 20 Kilometer nordnordöstlich von Toulouse am Fluss Tarn, der die Gemeinde im Norden und Nordosten begrenzt. Umgeben wird La Magdelaine-sur-Tarn von den Nachbargemeinden Bondigoux im Norden, Layrac-sur-Tarn im Norden und Nordosten, Mirepoix-sur-Tarn im Osten, Bessières im Osten und Südosten, Montjoire im Süden, Vacquiers im Südwesten sowie Villematier im Westen und Nordwesten.

## Bevölkerungsentwicklung
| Jahr                       | 1962 | 1968 | 1975 | 1982 | 1990 | 1999 | 2008 | 2018 |
| Einwohner                  | 248  | 235  | 258  | 392  | 492  | 609  | 990  | 1178 |
| Quellen: Cassini und INSEE |      |      |      |      |      |      |      |      |

## Sehenswürdigkeiten
- Kirche Sainte-Marie aus dem Jahr 1785
- Taubenturm aus dem 18. Jahrhundert

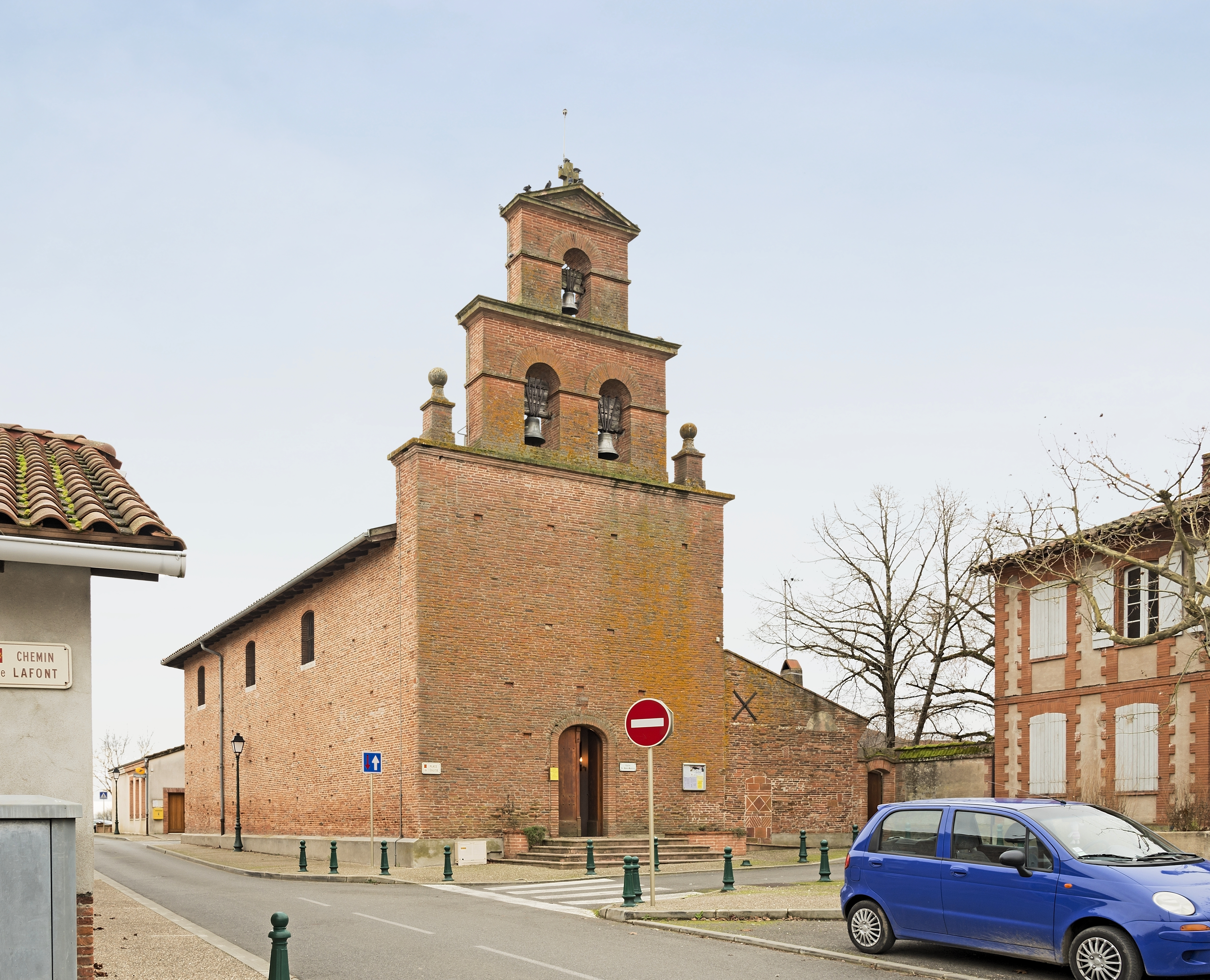
Kirche Sainte-Marie
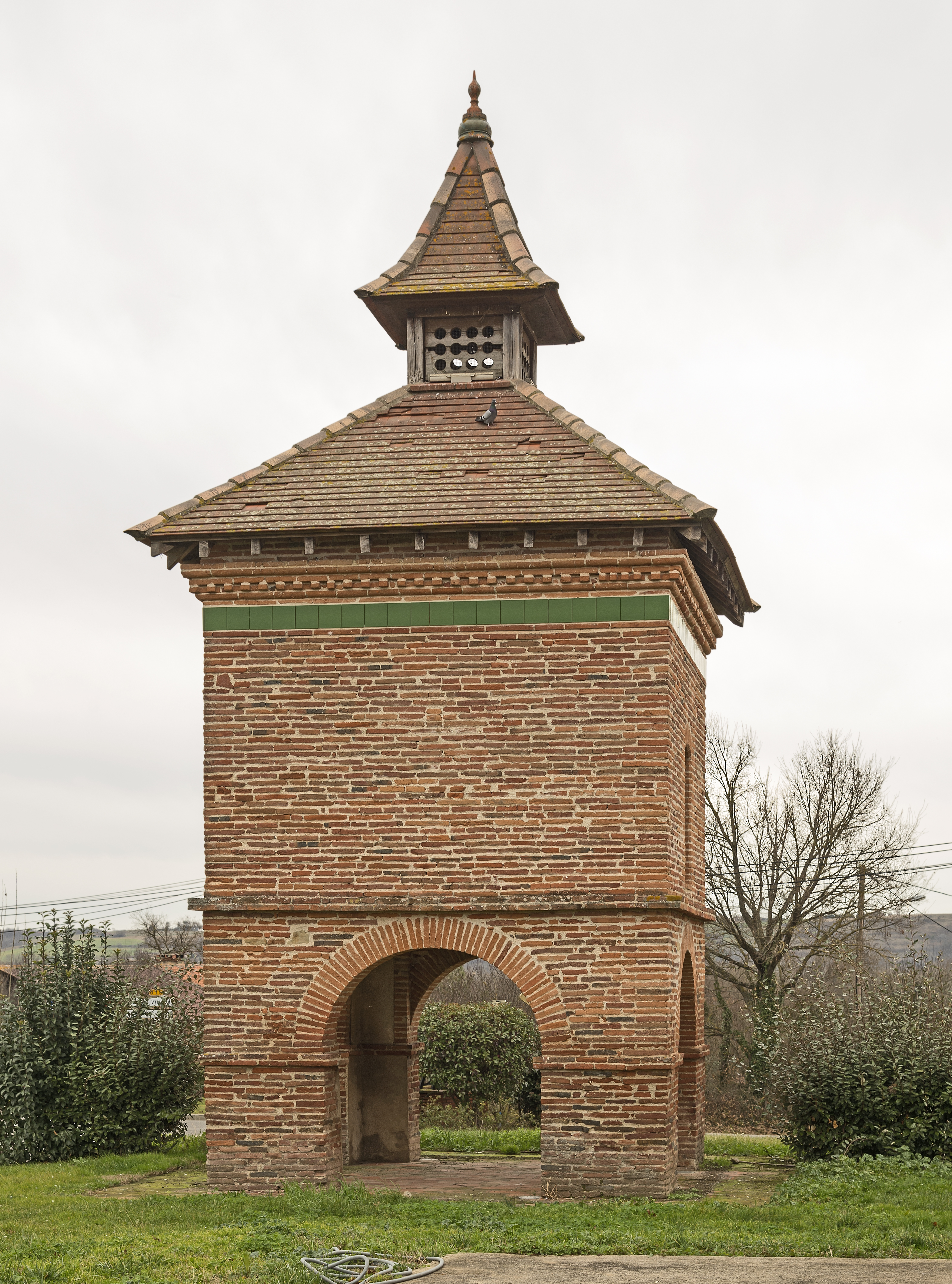
Taubenturm